# Christen Købke
Christen Schiellerup Købke (né le 26 mai 1810 – mort le 7 février 1848) est un peintre danois. Købke est l'un des peintres le plus représentatif de la période connue sous le nom d'Âge d'or danois.

## Jeunesse
Il est né à Copenhague, fils de Peter Berendt Købke, un boulanger, et de Cecilie Margrete, d'une fratrie de onze enfants. En 1815, sa famille déménage de Hillerød au Kastellet, citadelle fortifiée de Copenhague. À l'âge de 11 ans, il est atteint de rhumatisme articulaire aigu et il profite de sa convalescence pour dessiner, découvrant sa vocation. 
En 1822, à l'âge de 12 ans, il commence des études à l'Académie Royale des Beaux-Arts, d'abord dans la classe de dessin, puis dans l'atelier de peinture de Christian August Lorentzen, et à la mort de ce dernier en 1828, dans celui de Christoffer Wilhelm Eckersberg durant quatre ans. Eckersberg insiste sur l'observation de la nature, permettant au talent de Købke de s'épanouir. L'influence d'Eckersberg est visible dès la  première œuvre importante de Købke "Vue de la cathédrale Århus" (Parti af Århus Domkirke) peinte en 1829 qui fait partie de la collection actuelle du Musée national d'art (Statens Museum for Kunst).
Il reçoit, en 1831, la petite médaille d'argent de l'Académie et, en 1833, la grande médaille d'argent.

## Premières années

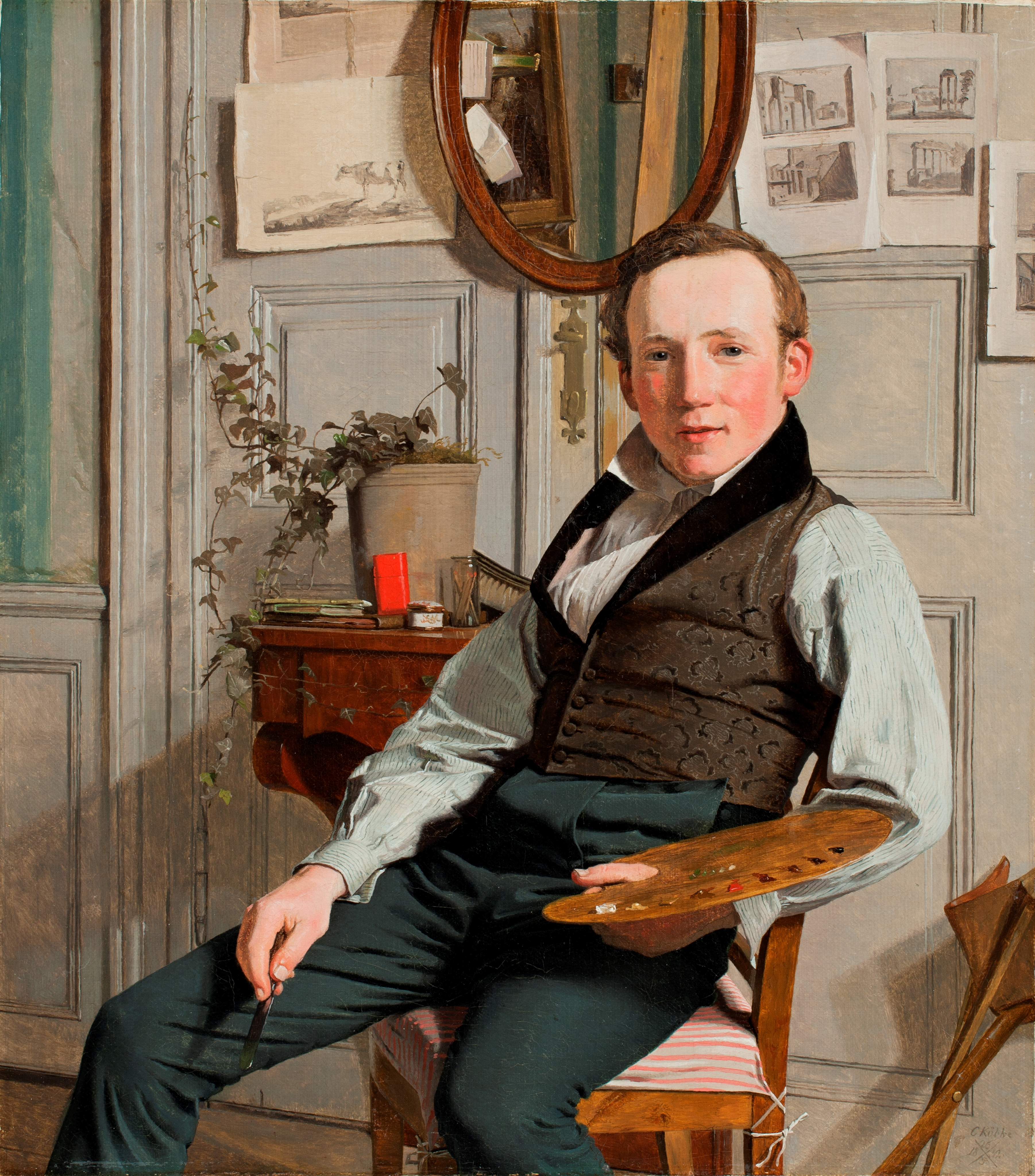
Portrait de Frederik Hansen Sødring, 1832

Il vit dans le Kastellet jusqu'en 1833 et a peint de nombreux paysages de l'endroit.  Son œuvre "Gården ved bageriet i Kastellet" (aux environs de 1832) est explosé à la  Ny Carlsberg Glyptotek à  Copenhague.
En 1832, il partage un studio avec son ami Frederik Hansen Sødring, paysagiste. Il peint un portrait de ce dernier (Collection Hirschsprung).
En 1834, il déménage avec ses parents en dehors de la citadelle vers Sortedamssøen, petite ville comportant plusieurs lacs.  Il peint ces derniers dans différents tableaux, ainsi que les quais d'embarquement entourant la cité. Son œuvre prend de l'ampleur et devient plus monumental.
Comme beaucoup de ses contemporains, il est influencé par Niels Laurits Høyen, un historien d'art danois qui préconise un art national. Celui-ci veut encourager les sources d'inspiration basées sur la vie locale. Lors d'une visite à Hillerød en 1835, il peint une vision romantique du palais de Frederiksborg, "Frederiksborg Slot ved Aftenbelysning" ("Le Palais Frederiksborg  au crépuscule").
À la fin de 1837, il épouse Susanna Cecilie Krohn (1810-1849), et peint, peu après, son portrait.

## Le voyage en Italie

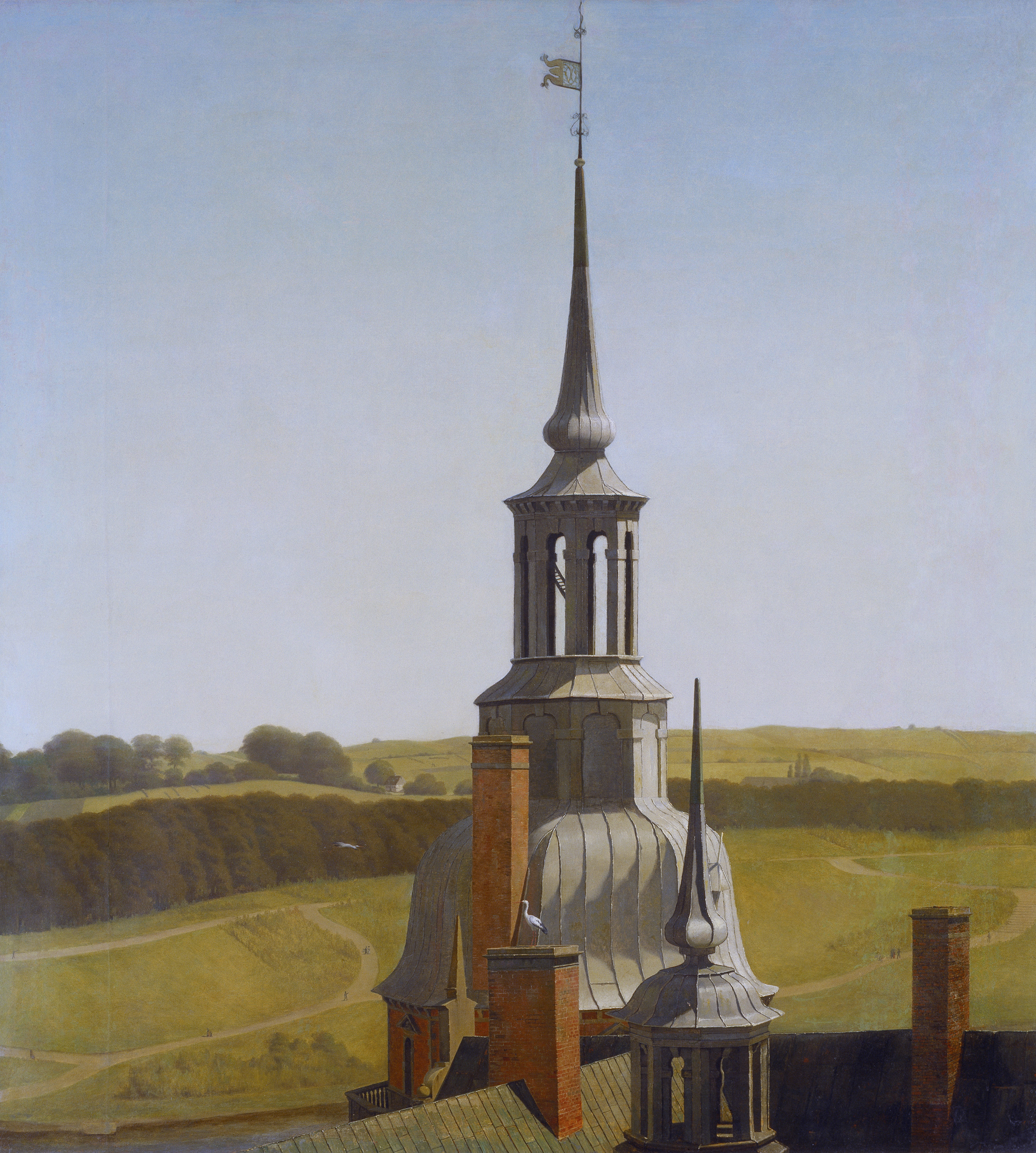
L'une des tours du château de Frederiksborg, 1834-35.

En  1838, il se dirige vers l'Italie par Dresde et Munich, accompagné d'un autre peintre, Georg Hilker.  Ils arrivent, à Rome, à la fin de l'année, où il rencontre son beau-frère le sculpteur Frederik Christopher Krohn, ainsi que d'autres artistes danois. Il visite, l'été suivant, Naples, Sorrente, Pompéi et Capri dont il fait plusieurs tableaux pris sur le vif.

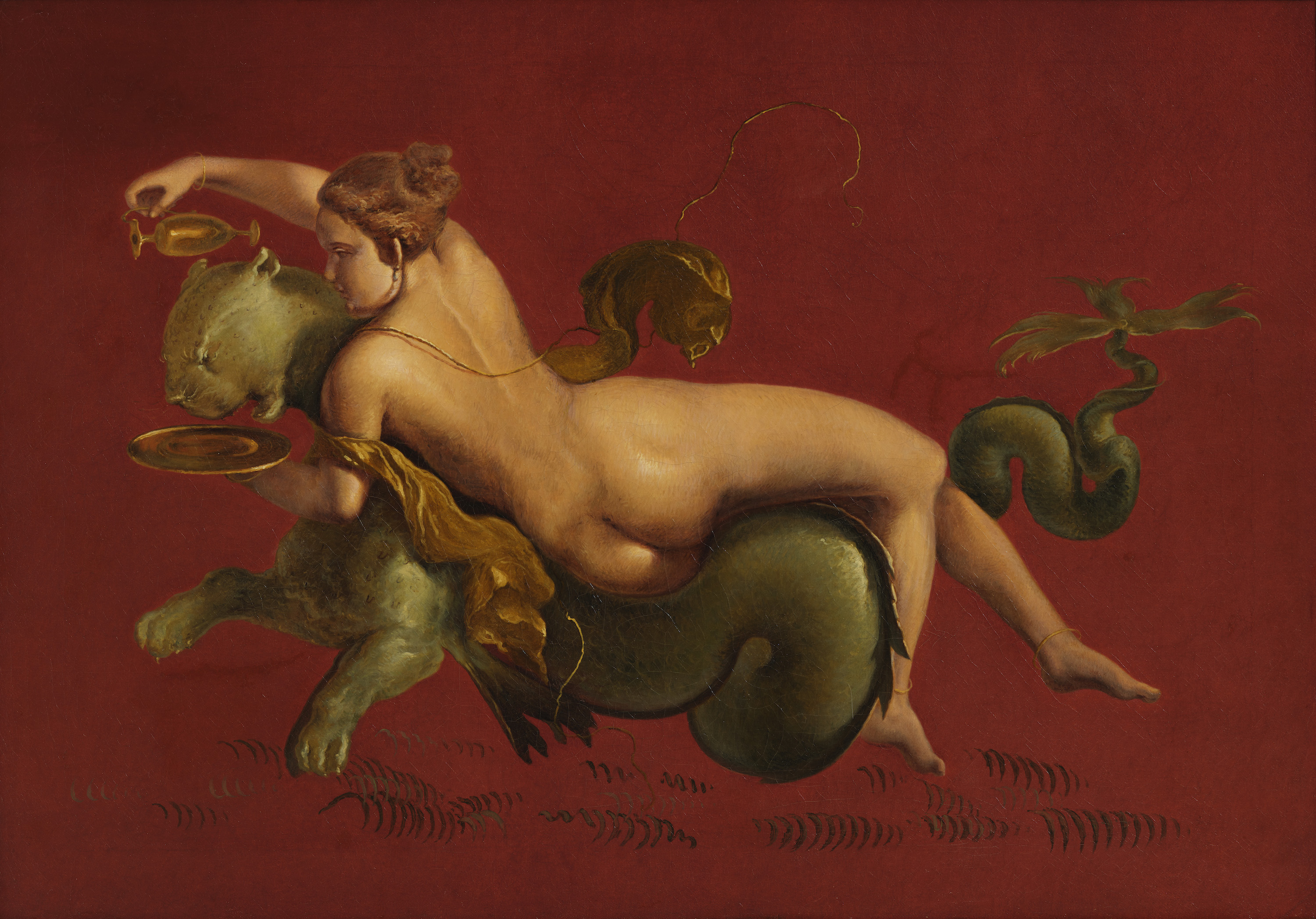
Christen Købke, Néréide sur un léopard de mer, 1839 (copie d'une fresque de Stabies conservée au Musée archéologique de Naples).

## Retour au Danemark
Il retourne en 1840 chez lui, ramenant une collection de croquis et d'esquisses, qui ne trouvèrent pas de succès. Købke se pose alors la question d'une réorientation de son art vers la peinture décorative, ayant participé en 1844-1845 au décor du Musée Thorvaldsen, consacré à l'artiste Bertel Thorvaldsen. Il réalise alors notamment des fresques pour la propriété Krathuset (aujourd'hui détruite) de Rudolph Puggaard.
Deux ans après la mort de son père, en 1843, la famille Købke vend sa propriété à la campagne pour retourner dans la capitale. Il tente d'intégrer l'Académie des Beaux-Arts à l'aide de ses paysages italiens, mais échoue. En 1846. Il meurt en 1848 d'une pneumonie et est enterré au cimetière Assistens de Copenhague.

## Œuvre

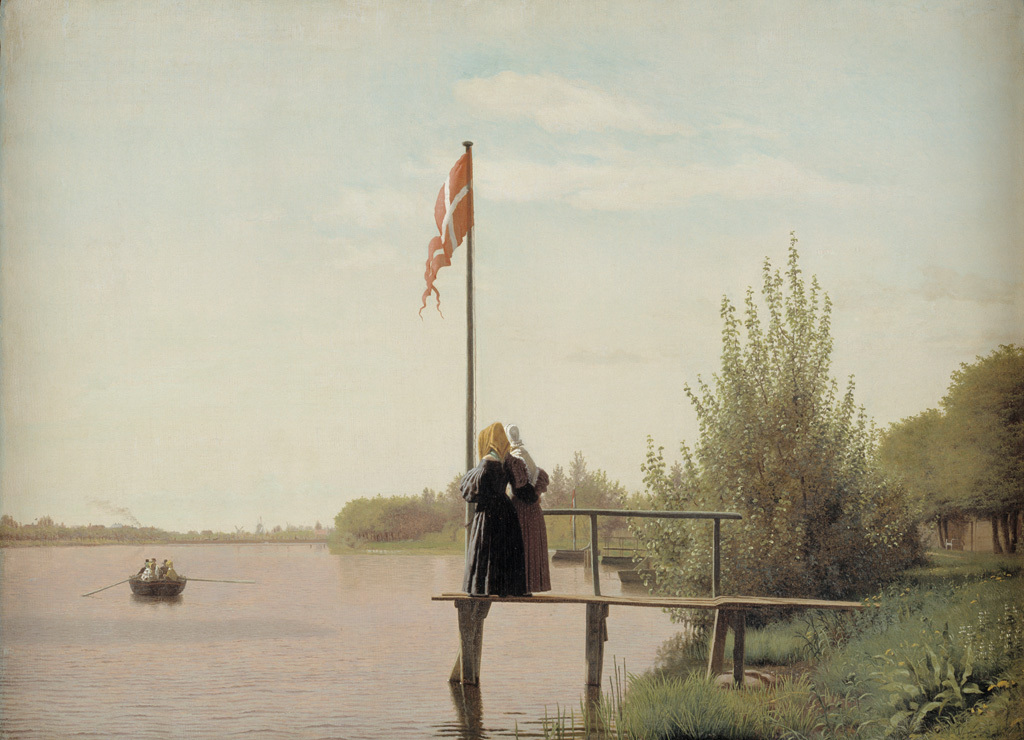
A View from Dosseringen near the Sortedam Lake looking toward the Suburb Norrebro, 1838 - Copenhague Statens Museum for kinst

Købke a peint des portraits et des paysages naturels ou architecturaux.  La plupart de ses portraits sont ceux de sa famille, d'amis ou d'artistes proches. Son inspiration vient de son environnement immédiat. Son art est reconnu de manière internationale pour la qualité de ses compositions, l'harmonie des couleurs et le réalisme des situations quotidiennes. Il a été, cependant, presque oublié durant sa vie, probablement en raison d'une œuvre rare et d'une période productive courte. Il n'a ainsi bénéficié que de peu de commandes et n'avait jamais réussi à vivre de son métier. 
Købke est actuellement reconnu comme le plus grand peintre de l'Âge d'or danois. Son œuvre est présentée non seulement dans les collections danoises, mais aussi dans d'autres musées de grande envergure, tels que le Musée du Louvre à Paris ou le Getty Center à Los Angeles. La première exposition qui lui est entièrement consacré en dehors du Danemark a eu lieu à Londres et à Edimbourg en 2010.
- Portrait d'Adolphine Købke (1820-1880), sœur de l'artiste (1832), huile sur toile, 42 × 35 cm, musée du Louvre[4].
- Une vue depuis Dosseringen près du lac de Sortedam, regardant vers la ville de Norrebro, 1838 - Copenhague Statens museum for kunsts.